# Wilschdorf (Dresden)
Wilschdorf ist ein Stadtteil der sächsischen Landeshauptstadt Dresden im Stadtbezirk Klotzsche und bildet zusammen mit Hellerau den statistischen Stadtteil Hellerau/Wilschdorf. Durch die wirtschaftlichen Ansiedlungen ist es ein Kern des Silicon Saxony.

## Lage
Wilschdorf liegt im Norden Dresdens an der Grenze zum Moritzburger Ortsteil Boxdorf. Nordöstlich des Stadtteils befindet sich der Flughafen Dresden, östlich benachbart liegt Hellerau mit Rähnitz und im Süden die Junge Heide, dahinter der Stadtteil Trachenberge. 

## Geschichte
Wilschdorf geht wahrscheinlich auf eine slawische Siedlung zurück, wenngleich in der Region Dresdens auch Neugründungen durch deutsche Siedler vorkamen. Entstanden ist das Dorf vermutlich im 12. Jahrhundert. Erstmals urkundlich erwähnt wird Wilschdorf 1242 als Ranis Maius (Groß-Rähnitz), das als Lehen an das Kloster St. Afra in Meißen verkauft wurde. Bereits 1330 findet sich der Name Wilesdorf in Urkunden, der 1350 als Wilsdorf und ein Jahr später als Wilczdorf erschien. Der Ortsname wurde 1357 als Wylizdorf niedergeschrieben, aus dem 1378 Wiltzstorf geworden war. Weitere Namensentwicklungen waren Wilschtorff (1445) und Wilsztorff (1495, „Dorf am Wolfsholz“).
Nach der Reformation gehörte Wilschdorf ab 1547 Christoph von Carlowitz, weswegen die Grundherrschaft von da an beim Rittergut Hermsdorf lag. Vorher hatte die Grundherrschaft das Kloster St. Afra in Meißen inne. Die Einwohnerzahl lag 1551 bei 36 Hufnern und 31 Inwohnern und stagnierte bis 1764.

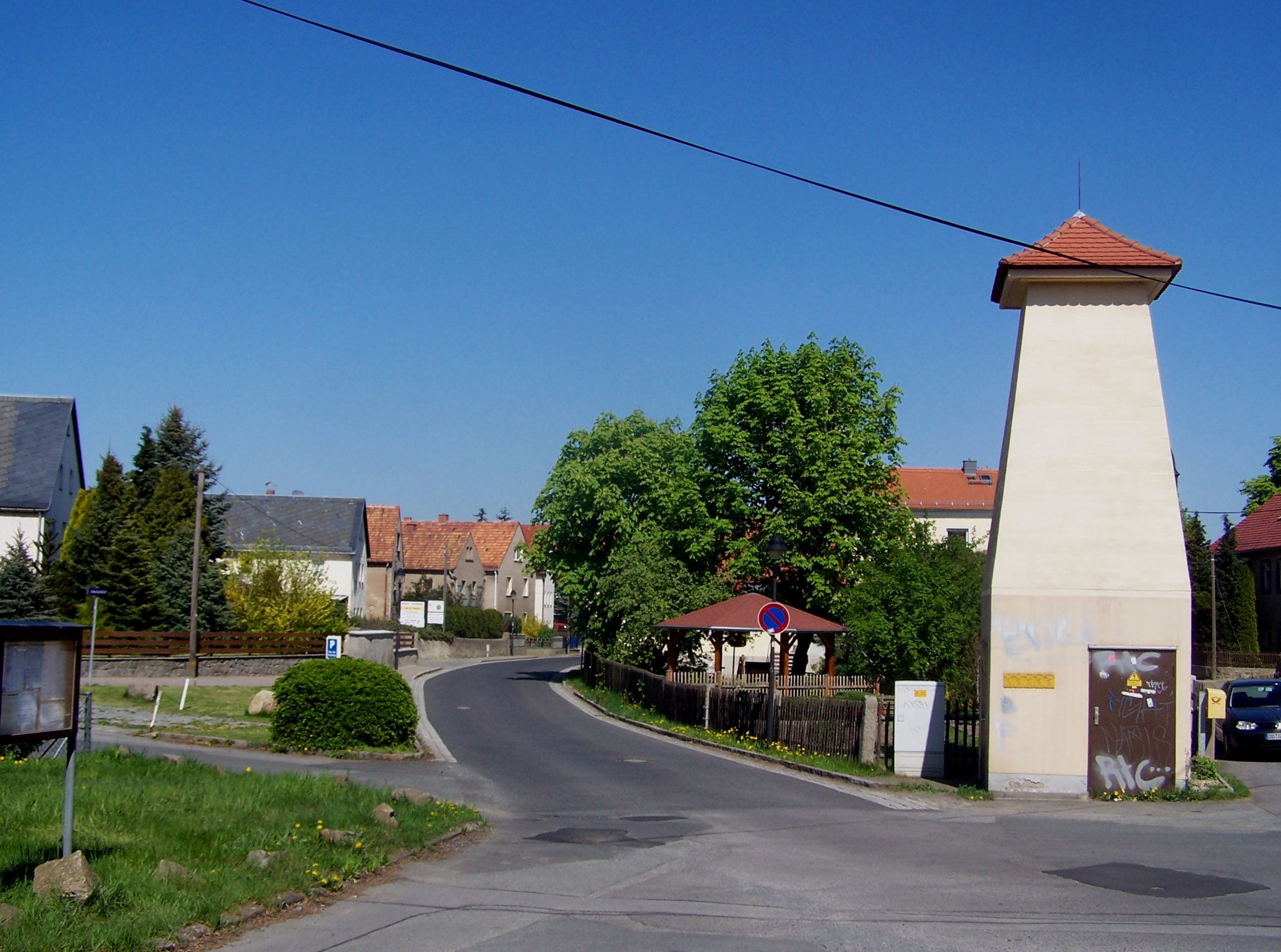
Altwilschdorf

Die Bezeichnung des Dorfes wandelte sich von Wölszdorff (1563) über Wiliszdorff (1578) zu Wülszdorff (1598). Im 17. Jahrhundert zogen schwedische Truppen plündernd durch das Dorf und zerstörten unter anderem den Opferstock der heutigen Christophoruskirche. Im 18. Jahrhundert waren in Wilschdorf preußische Truppen einquartiert, die hier den Winter verbrachten, 1759 wurde das Dorf von kroatischen Soldaten ausgeraubt. Während der Bauernunruhen in Sachsen im Jahr 1790 zählten auch die Wilschdorfer zu den Aufständischen. Bei einem Brand 1850 wurde das sogenannte Oberdorf zerstört, jedoch in den folgenden Jahren wieder aufgebaut.
Bei der Bombardierung Dresdens 1945 wurde ein historischer Taufstein aus der Wilschdorfer Christophoruskirche zerstört, der im Altertumsmuseum im Großen Garten ausgestellt war. Am 1. Juli 1950 wurde Wilschdorf nach Dresden eingemeindet. Wilschdorf blieb jedoch von Dresden räumlich getrennt und zählt durch die Abgeschiedenheit auch heute noch zu den weniger bekannten Stadtteilen Dresdens. Seine Fluren umfassen auch Landstücke, die in früherer Zeit zu den heutigen Wüstungen Altes Dorf und Kummersdorf gehörten.
Zahlreiche Fachwerkhäuser und Bauerngehöfte im Dorfkern, die zu den ältesten Gebäuden im Norden Dresdens zählen, zeugen auch heute noch vom ländlichen Charakter des Stadtteils. Neben der in Teilen erhaltenen Dorfumwallung stehen unter anderem die Kirche und der Pfarrhof, ein ehemaliges Weingut aus dem 18. Jahrhundert, ein Dreiseithof und ein Wohnhaus mit Anbau in der Liste der Wilschdorfer Kulturdenkmale.

## Christophoruskirche

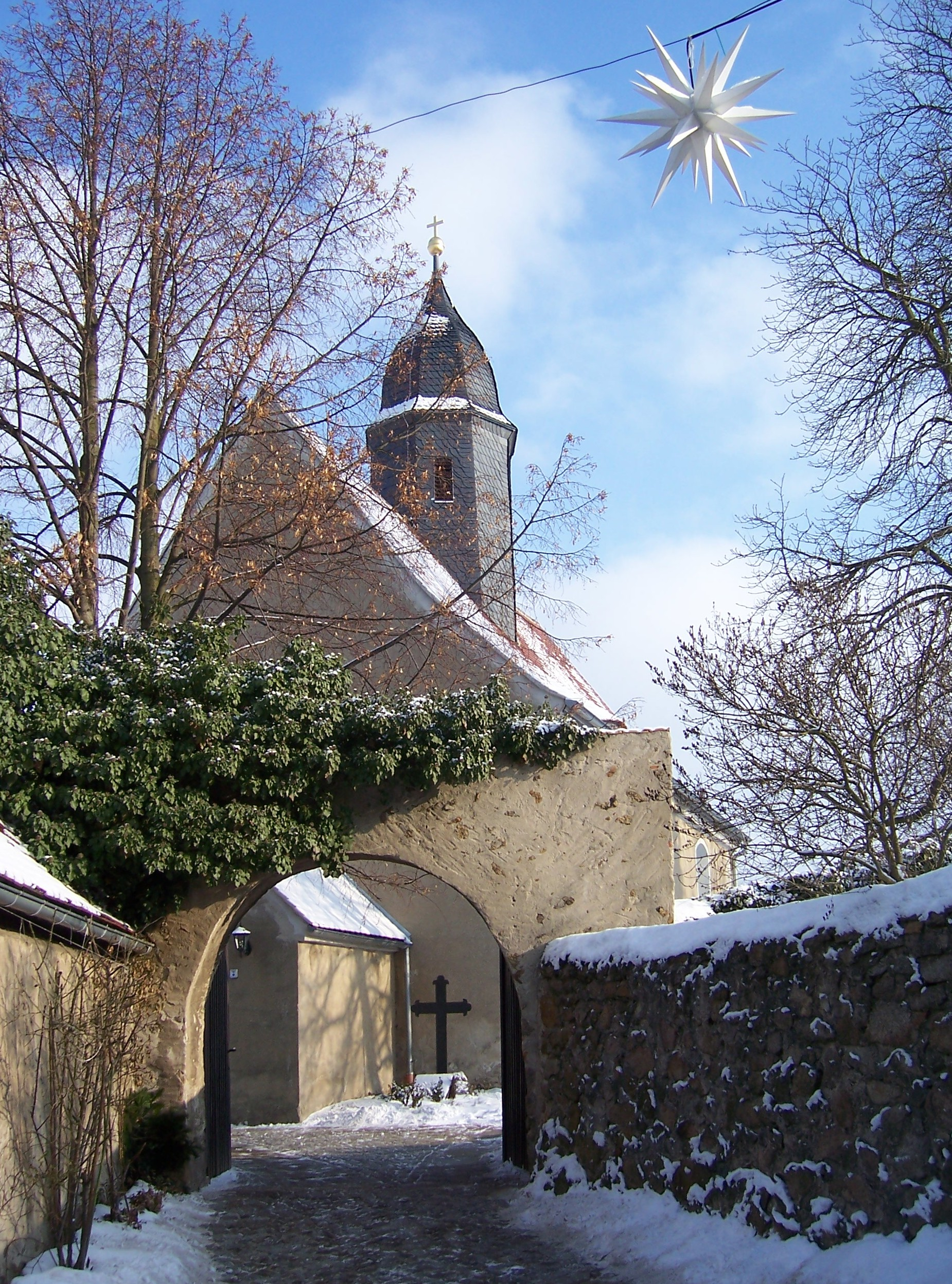
Die Christophoruskirche in Dresden-Wilschdorf

Die Christophoruskirche ist das älteste Kirchenbauwerk Dresdens. Ihre Ursprünge gehen bis auf das frühe 13. Jahrhundert oder gar auf das 12. Jahrhundert zurück. Ein rotes Weihekreuz über dem Fuß des großen Christophorus wird auf die Zeit der ersten Siedler datiert. Die Besiedlung des Hochlandes nördlich von Dresden im Gebiet zwischen Friedewald und Dresdner Heide erfolgte zwischen 1150 und 1250, nachdem einerseits der Elbtalkessel im Gau Nisan vollständig erschlossen war und andererseits seit 1143/1144 die Markgrafen von Meißen in den Wettstreit um die Herrschaft in Nisan eingetreten waren.
Die Kirche wurde erstmals 1243 urkundlich erwähnt. Eine 1250 gegossene Kirchenglocke ist heute noch erhalten und damit die älteste Kirchenglocke Dresdens. Die weiteren Kirchenglocken der Christophoruskirche stammen aus dem 14. und 15. Jahrhundert und wurden im Zuge des Zweiten Weltkriegs wegen ihres Alters nicht eingeschmolzen.
Im Inneren der Christophoruskirche befindet sich der Altar mit einem Altarbild von Hans Schroer aus Lüttich, das 1570 entstand. Bei der Restaurierung 1971 wurden zudem gotische Fresken aus der Zeit um 1445 freigelegt.
Im Zuge der Reformation 1539 wurde die Kirche evangelisch. Im Jahr 1612 erfolgte der Neubau des Pfarrhauses, das 1904 durch einen weiteren Neubau ersetzt wurde. Das Rundbogenportal aus dem 17. Jahrhundert befindet sich noch heute im Pfarrgarten. Es enthält eine Inschriftentafel aus dem Jahr 1612, in der auf die Errichtung des Gebäudes hingewiesen wird. Das Sitznischenportal aus Zeiten der Renaissance und des ersten Pfarrhauses steht noch heute als Portal am Hintereingang des Pfarrgrundstücks.
Seit 1995 hat die Wilschdorfer Kirche eine Orgel aus der Orgelwerkstatt Wegscheider.

## Wirtschaft und Infrastruktur

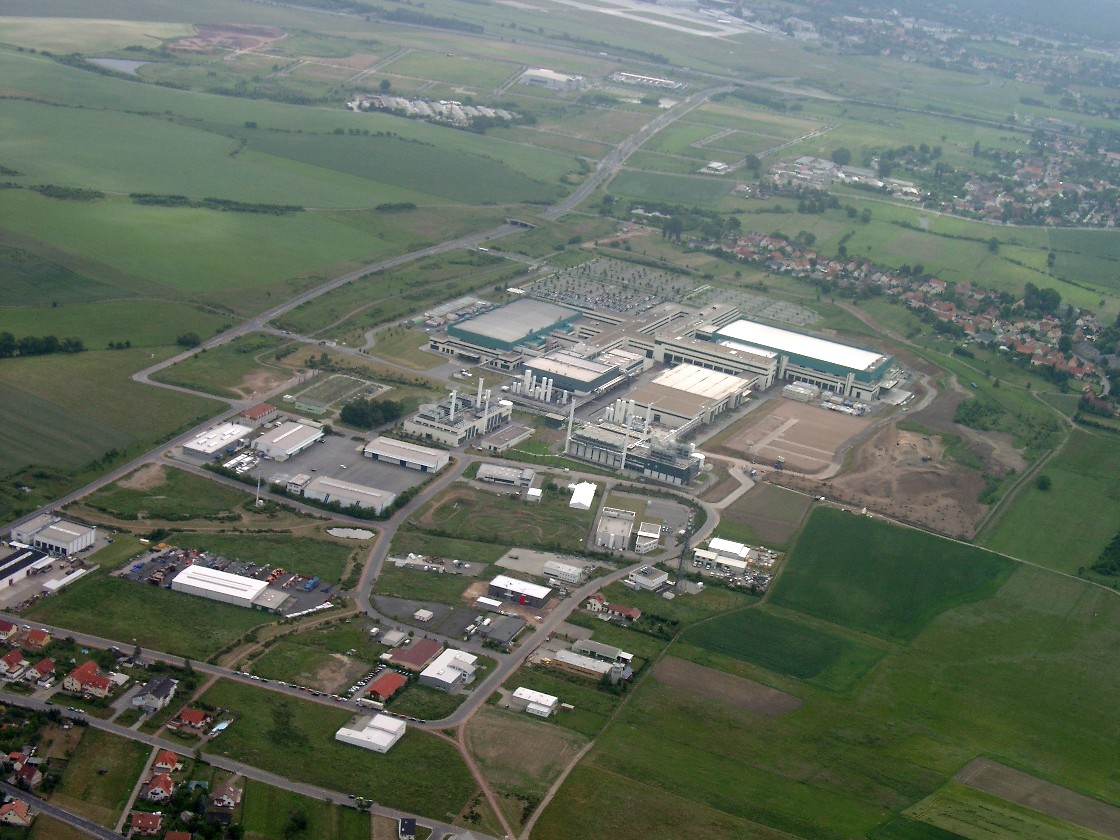
Die Globalfoundries-Werke – dahinter nördliche Teile von Wilschdorf, am oberen Bildrand die Start- und Landebahn des Flughafens

In Wilschdorf wurde ab dem 17. Jahrhundert Weinbau betrieben, bis ein Reblausbefall im Jahr 1887 das Ende des Weinbaus bedeutete. Ein wichtiger Faktor ist auch heute noch die Landwirtschaft.
So verwundert es nicht, dass in der Wirtschaftswoche ein Bericht über ein Länderranking im Jahr 2004 eingeleitet wurde, indem gefragte wurde: „Wo um Himmels Willen liegt Wilschdorf?“ Die Unbekanntheit Wilschdorfs als Stadtteil hat sich jedoch seit Mitte der 1990er Jahre gewandelt, als der amerikanische Mikroelektronikkonzern Advanced Micro Devices Ansiedlungen in Dresden plante und bauen ließ.
Globalfoundries betreibt zwei Fertigungswerke in Wilschdorf. Daneben entstand das Joint-Venture Advanced Mask Technology Center, in dem die fotolithografischen Masken für die Chipfertigung hergestellt werden.

## Verkehr
Der Stadtteil wird von Klotzsche und dem restlichen Stadtgebiet durch die Bundesautobahn 4 getrennt. Am Flughafen befindet sich eine nahe Autobahnanschlussstelle.
Für die Werke in Wilschdorf und das Dorf selbst gibt es die Stadtbuslinien 70, 72, 80 und 81 der Dresdner Verkehrsbetriebe AG und die Regionalbuslinie 478 der Verkehrsgesellschaft Meißen.

## Söhne und Töchter des Ortes
- Johann Gottfried Kuntsch (1735–1795), sächsischer Architekt
- Ephraim Wolfgang Glasewald (1753–1817), sächsischer, später preußischer Architekt, Hofbaumeister
- Edgar Hahnewald (1884–1961), Schriftsteller, Redakteur und Illustrator
- Max Möbius (1901–1978), Maler und Grafiker

## Weiteres
- Der Ort hat zwei historische Gaststätten. Der Dorfgasthof Am Anger wurde erstmals 1242 erwähnt und hat neben einem Tanzsaal auch eine Gaststätte. Hier wurde bei der Renovierung eine Kassettendecke aus Renaissance-Zeiten wiederentdeckt, die ursprünglich zum Palais Findlater in Altfranken gehört hatte, dessen Umbau zum Luckner-Schloss jedoch gescheitert war. Der damalige Besitzer des Dorfgasthofes erwarb die Kassettendecke 1939 und ließ sie 1942 in den Gasthof einbauen. Nach jahrelangem Verfall wurde der Gasthof ab 2008 zum Sitz eines Lichttechnik-Unternehmens ausgebaut und auch die Kassettendecke restauriert. Seit 1883 existiert die Gaststätte „Der alte Graf“, die auch heute wieder betrieben wird.
- Im Jahr 1809 wurde an der Kirchstraße die erste Schule in Wilschdorf eröffnet, die 1899 durch einen Neubau am Reineckeweg ersetzt wurde. Im Jahr 1920 wurde der Neubau erweitert und beherbergt heute u. a. den Kindergarten „Max Hünig“. Im Jahr 1983 wurde eine gemeinsame Schule für Wilschdorf und Rähnitz auf der Radeburger Straße eingeweiht.
- Bereits am 9. April 1883 wurde der Männergesangsverein „Liederhain Wilschdorf“ gegründet, der 1923 dem Deutschen Sängerbund beitrat.
- Die 1943 gegründete Freiwillige Feuerwehr Wilschdorf ist eine der 22 Stadtteilfeuerwehren der Feuerwehr Dresden.
- Seit 1994 engagiert sich der Wilschdorfer Heimatverein für eine Erforschung der Wilschdorfer Geschichte und das gesellschaftliche Leben des Stadtteils. Bereits 1988 wurde die Geschichte Wilschdorfs durch einen Heimatforscher aufgeschrieben. Der erste Band der Geschichte Wilschdorfs bis 1945 erschien 2003.
- Oberhalb von Wilschdorf entspringt die Bartlake als Dorfbach und mündet von hier kurz vor der Stadtgrenze Dresdens in den Ilschengraben. In Volkersdorf mündet der Ilschengraben in den Mühlteich und fließt danach als Promnitz nach Radeburg.

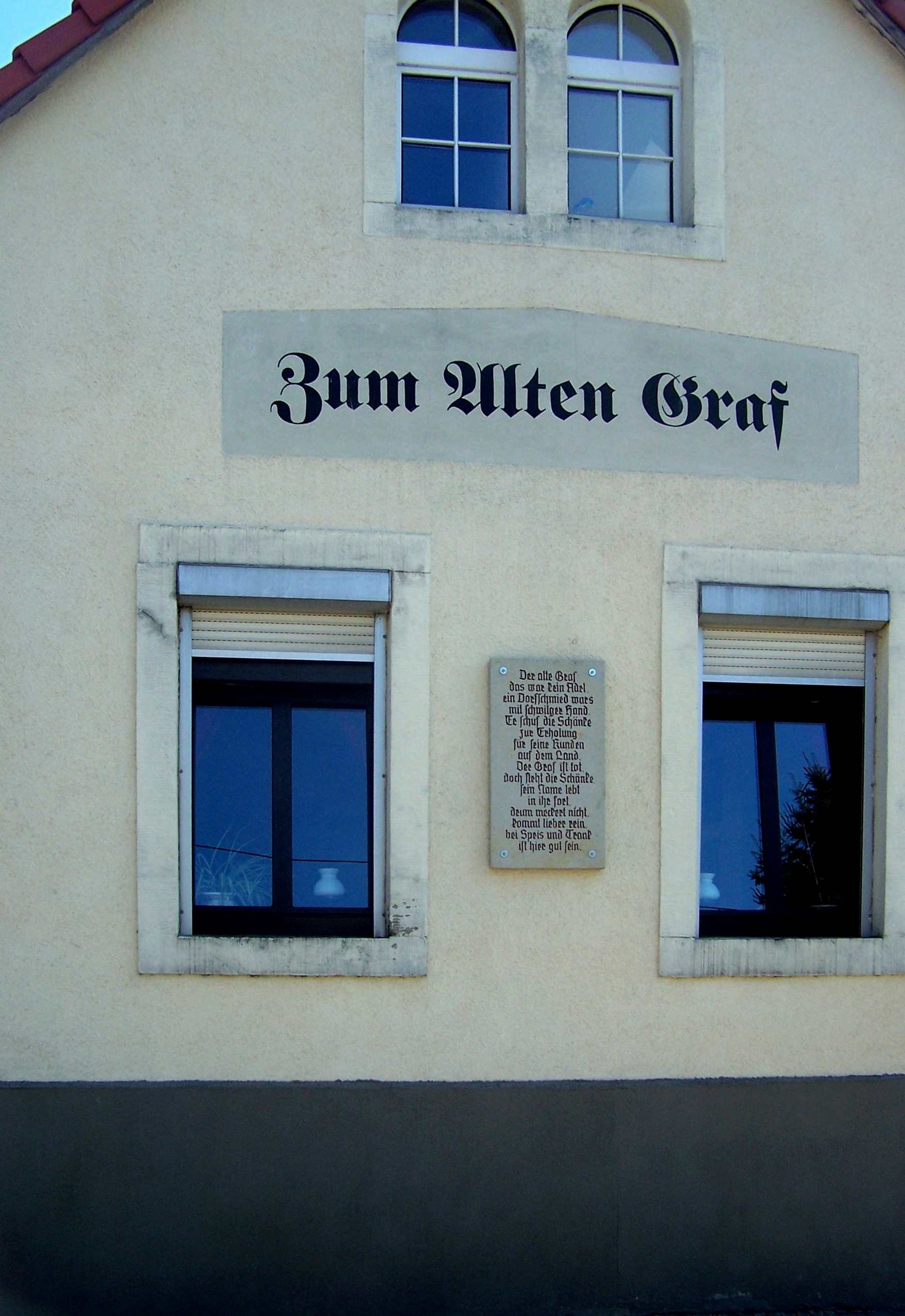
Gaststätte „Zum Alten Graf“
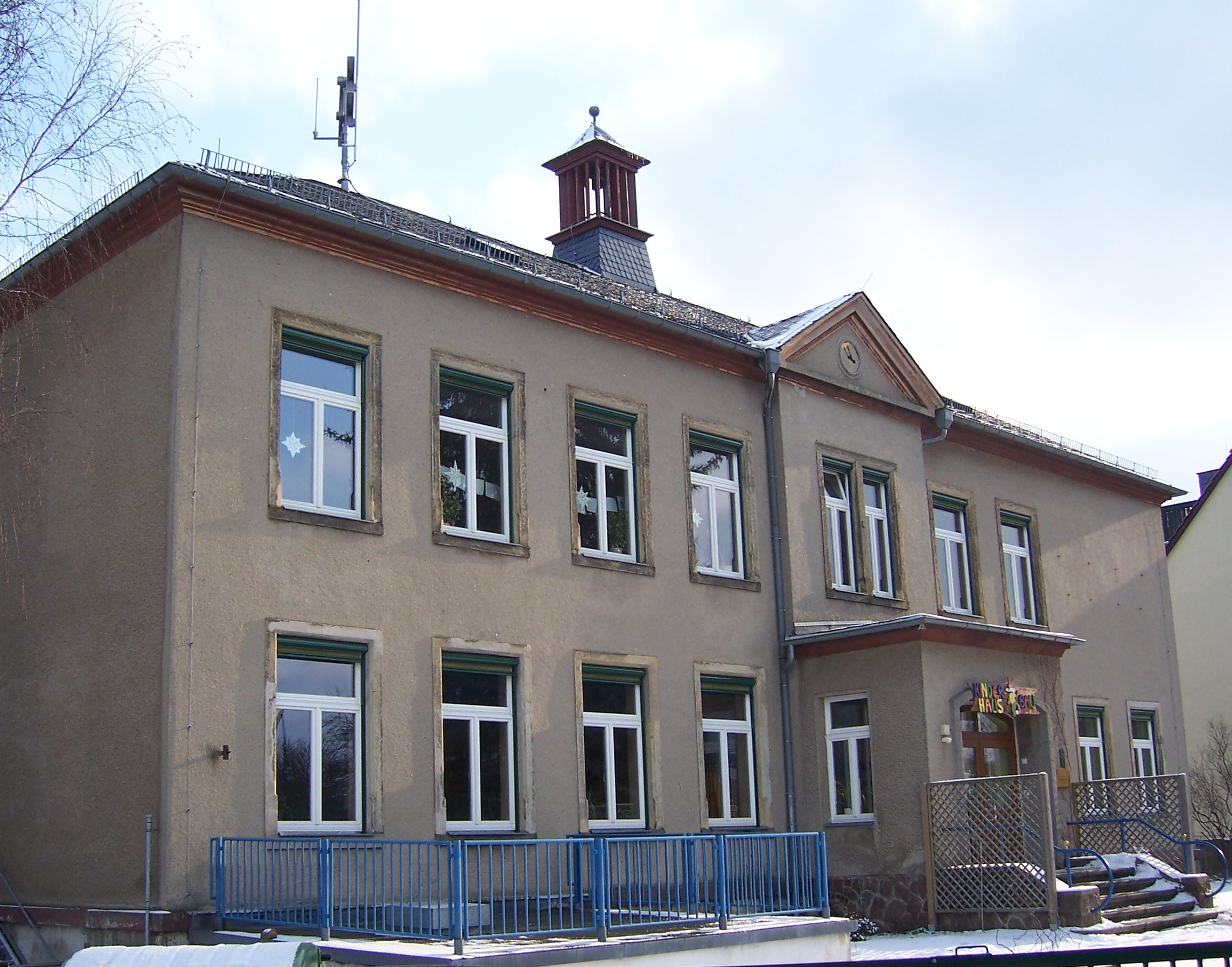
Schulgebäude aus dem Jahr 1899
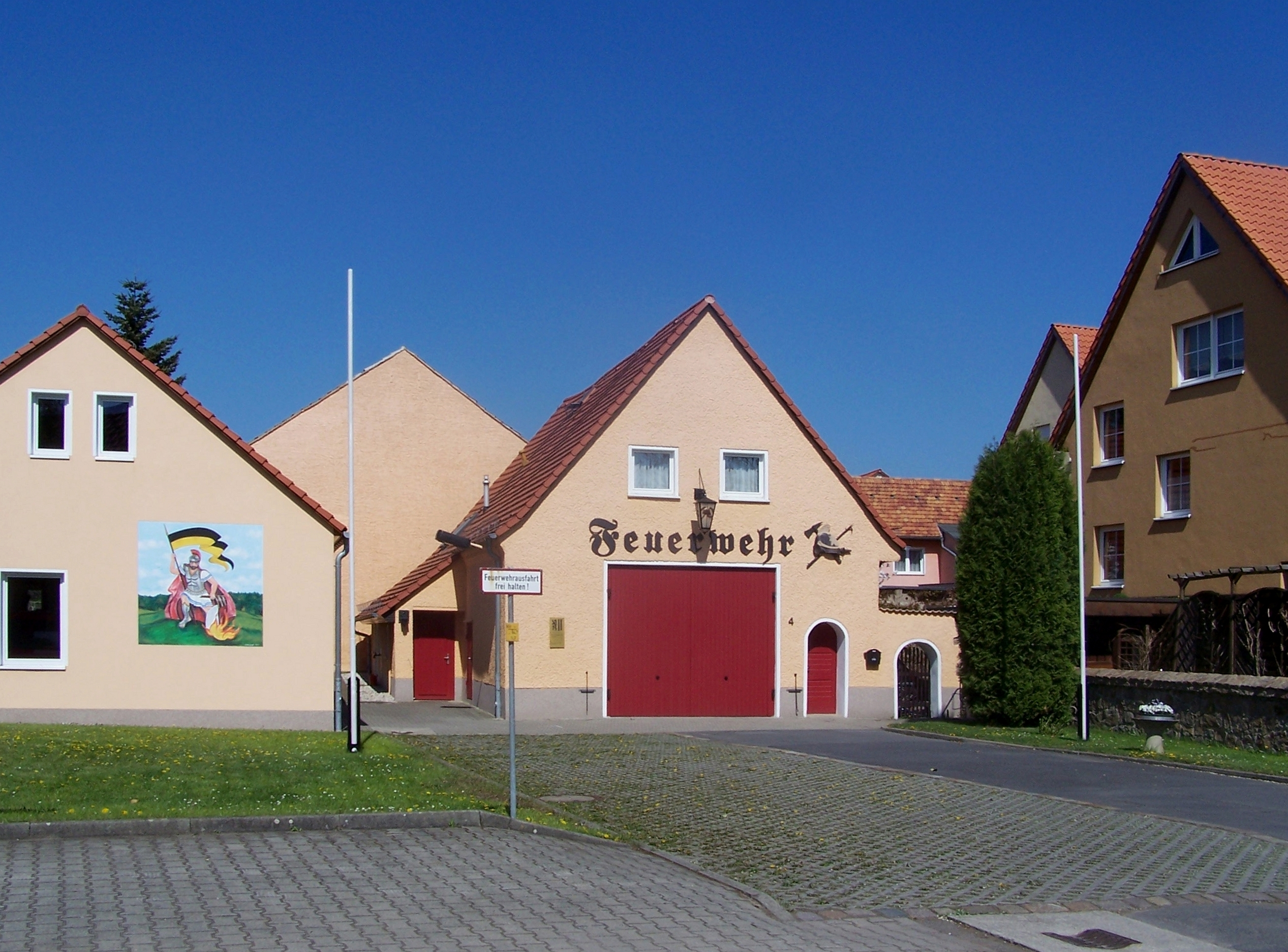
Feuerwehrhaus